# 谢宝胜
謝寶勝（1859年—1912年），字子蘭，安徽壽州人。清朝政治人物，軍事將領，性情剛烈，曾因事不利，兩度出家為道士，因清朝覆滅而飲彈自裁。

## 生平
最初跟隨金順征戰西部邊陲，隨後跟隨宋慶、馬玉崑攻克肅州及關外諸城，積勛至都司。因事與馬玉崑相左，此後棄官離開，在天山的博克達山當道士。
光緒十五年，馬玉崑擔任直隸提督，鳩集舊部，多次招謝寶勝出山。謝寶勝受感動，出山并獻方略。
光緒二十年，參加甲午戰爭，次年跟隨馬玉崑出關，在朝鮮半島與日軍交戰數十次。馬玉崑之弟身陷重圍，由謝寶勝救出。此後《馬關條約》成，清朝承認敗給日本，臺灣割讓，賠款白銀二萬萬兩，謝寶勝非常憤怒，再次出家當道士，并於京師白雲觀羈跡數年。
義和團之亂期間，柴洪山統武衞護軍，榮祿檄令其出山，領前路後營，已留河南，更名為精銳軍，領左營，尋改為筦豫北軍。嫉妒者誣陷，巡撫吳重憙上疏辨其冤。此後他駐軍黃河、陝縣、汝陰最久，將士都互相畏懼心服，軍旗所指，紀律肅然。此後升任副將。
宣統元年，授河北鎮總兵。次年改任南陽鎮總兵，并節度河南、陝縣、汝州軍。謝寶勝此後還平定各地盜亂。宣統三年，移師嵩縣，此後與北上的革命軍交戰，部隊因兵糧不足而退守裕州。在自己不同意的情況下，被列名《段祺瑞等要求共和电》，之後聽聞宣統退位詔令之後，他召集士兵，勉勵他們盡忠報國。同夜整肅衣冠，吐血數升，飲彈自盡，將士們痛哭流涕，用軍旗包覆他的遺體，舁至獨頭鎮收歛之。其畫像收于《庚子辛亥忠烈像赞》。

## 延伸阅读
[在维基数据编辑]
 《清史稿/卷470》，出自趙爾巽《清史稿》